# Eliteserien 2013-2014 (calcio a 5)
La Eliteserien 2013-2014 è stata il 6º campionato ufficiale norvegese di calcio a 5. La vittoria finale è andata al Vegakameratene, che ha chiuso l'annata davanti al Grorud e al Nidaros. Solør ed Ørn-Horten sono invece retrocesse.

## Classifica
|  | Pos. | Squadra        | Pt | G  | V  | N | P  | GF | GS  | DR  |
|  | ---- | -------------- | -- | -- | -- | - | -- | -- | --- | --- |
|  | 1.   | Vegakameratene | 48 | 18 | 15 | 3 | 0  | 74 | 18  | +56 |
|  | 2.   | Grorud         | 34 | 18 | 10 | 4 | 4  | 86 | 60  | +26 |
|  | 3.   | Nidaros        | 33 | 18 | 11 | 0 | 7  | 65 | 41  | +24 |
|  | 4.   | Kongsvinger    | 31 | 18 | 10 | 1 | 7  | 71 | 61  | +10 |
|  | 5.   | Sjarmtrollan   | 29 | 18 | 9  | 2 | 7  | 70 | 63  | +7  |
|  | 6.   | Tiller         | 26 | 18 | 8  | 2 | 8  | 62 | 58  | +4  |
|  | 7.   | Sandefjord     | 25 | 18 | 8  | 1 | 9  | 61 | 51  | +10 |
|  | 8.   | KFUM Oslo      | 18 | 18 | 6  | 3 | 9  | 63 | 66  | -3  |
|  | 9.   | Solør          | 10 | 18 | 3  | 1 | 14 | 33 | 97  | -64 |
|  | 10.  | Ørn-Horten     | 4  | 18 | 1  | 1 | 16 | 49 | 119 | -70 |